# Магдалівська сільська рада
Магдалі́вська сільська́ ра́да — адміністративно-територіальна одиниця та орган місцевого самоврядування в Підволочиському районі Тернопільської області. Адміністративний центр — село Магдалівка.

## Загальні відомості
- Територія ради: 3,385 км²
- Населення ради: 1 112 особи (станом на 2001 рік)

## Населені пункти
Сільській раді підпорядковані населені пункти:
- с. Магдалівка
- с. Митниця
- с. Теклівка

## Склад ради
Рада складалася з 16 депутатів та голови.
- Голова ради: Зимак Зеновій Михайлович
- Секретар ради: Чуйко Степанія Михайлівна

### Керівний склад попередніх скликань
| Прізвище, ім'я, по батькові | Основні відомості                                                 | Дата обрання | Дата звільнення |
| --------------------------- | ----------------------------------------------------------------- | ------------ | --------------- |
| Зимак Зіновій Михайлович    | Сільський голова, 1963 року народження, безпартійний              | 26.03.2006   | 31.10.2010      |
| Зимак Зеновій Михайлович    | Сільський голова, 1963 року народження, освіта вища, безпартійний | 31.10.2010   |                 |

Примітка: таблиця складена за даними сайту Верховної Ради України

### Депутати
За результатами місцевих виборів 2010 року депутатами ради стали:

#### За суб'єктами висування
| Суб'єкт висування | Кількість обраних депутатів | %   |
| ----------------- | --------------------------- | --- |
| Самовисування     | 16                          | 100 |

#### За округами
| № округу | Прізвище, ім'я, по батькові    | Дата визнання обраним | Освіта  | Партійна приналежність | Відомості про обраного депутата                        |
| -------- | ------------------------------ | --------------------- | ------- | ---------------------- | ------------------------------------------------------ |
| 1        | Чуйко Степанія Михайлівна      | 04.11.2010            | середня | позапартійна           | Магдалівська сільська рада, секретар                   |
| 2        | Махніцька Оксана Степанівна    | 04.11.2010            | вища    | позапартійна           | Магдаліївська загальноосвітня школа І-ІІІ ст., вчитель |
| 3        | Мудрий Михайло Любомирович     | 04.11.2010            | середня | позапартійний          | тимчасово не працює                                    |
| 4        | Чуйко Людмила Миколаївна       | 04.11.2010            | вища    | позапартійна           | Магдаліївська загальноосвітня школа І-ІІІ ст., вчитель |
| 5        | Яськів Надія Григорівна        | 04.11.2010            | середня | позапартійна           | Страхова компанія ТАС, страховий агент                 |
| 6        | Гепак Михайло Михайлович       | 04.11.2010            | середня | позапартійний          | тимчасово не працює                                    |
| 7        | Гончарик Галина Павлівна       | 04.11.2010            | середня | позапартійна           | тимчасово не працює                                    |
| 8        | Дацик Надія Михайлівна         | 10.01.2011            | середня | позапартійна           | РЕС, кур'єр                                            |
| 9        | Саламандра Михайло Павлович    | 04.11.2010            | вища    | позапартійний          | АПФ, Мрія,, агроном                                    |
| 10       | Брилянтович Богдан Ярославович | 04.11.2010            | середня | позапартійний          | тимчасово не працює                                    |
| 11       | Зимак Олег Зіновійович         | 04.11.2010            | середня | позапартійний          | студент                                                |
| 12       | Пудлик Сергій Іванович         | 04.11.2010            | середня | позапартійний          | ПАП, Дари ланів,, завскалад                            |
| 13       | Гепак Ігор Іванович            | 10.01.2011            | середня | позапартійний          | тимчасово не працює                                    |
| 14       | Заблоцька Марія Євгенівна      | 04.11.2010            | середня | позапартійна           | Магдалівська сільська рада, спеціаліст                 |
| 15       | Маркевич Євген Станіславович   | 04.11.2010            | середня | позапартійний          | тимчасово не працює                                    |
| 16       | Бучинський Богдан Павлович     | 04.11.2010            | середня | позапартійний          | ПАП, Дари ланів,, шофер                                |